# David J. Bergman
David J. Bergman (hebräisch דוד ברגמן; * 1940 in Tel Aviv, Völkerbundsmandat für Palästina) ist ein israelischer Physiker und Hochschullehrer.

## Leben
Bergman studierte an der Hebräischen Universität Jerusalem Physik. Dort lernte er Yoseph Imry kennen. 1962 machte er seinen Bachelor und 1964 seinen Master in Nuklearphysik. 1967 promovierte er am Weizmann-Institut für Wissenschaften in Rechovot mit einer Arbeit zum Thema Non-equilibrium states in large systems. 1, Statistical mechanics of local equilibrium. 2, Supercurrents in a condensed boson gas. 1969 ging er als Postdoc an die University of California, San Diego, wo er suprafluides Helium studierte.
1969 wurde Bergman Dozent für Physik an der Universität Tel Aviv. Von 1974 bis 1976 hatte er einen Gastaufenthalt in den Bell Laboratories in Murray Hill (New Jersey). 1981 wurde er zum Professor für Physik an die Universität Tel Aviv berufen. Seit 2010 ist er dort Professor Emeritus für Physik.

## Gastprofessuren, Ämter
Bergman wurde zu verschiedenen Gastprofessuren eingeladen, darunter:
- 1981, 1987, 1999, 2008: An die Ohio State University in Columbus (Ohio)
- 1982, 1984: An das Kavli Institute for Theoretical Physics der University of California, Santa Barbara
- 2000: An die Michigan State University in East Lansing

Von 2003 bis 2010 hatte Bergman den von Joseph und Rebecca Meyerhoff gestiftete Lehrstuhl für Festkörpertheorie und Thermodynamik inne.

## Preise und Anerkennungen
1989 wurde Bergman Fellow der American Physical Society und 2002 Fellow der International Electromagnetics Academy. 2012 erhielt er zusammen mit Graeme Milton die Rolf-Landauer-Medaille der ETOPIM-Gesellschaft (ETOPIM = Electrical Transport and Optical Properties of Inhomogeneous Media, deutsch: Elektrische Transport- und optische Eigenschaften inhomogener Medien) für exzellente Forschungsergebnisse im Bereich der Verbundwerkstoffe. Außerdem ist Bergman Fellow der Israel Physical Society und seit 2018 Präsident der ETOPIM.

## Forschungsinteressen
Bergman beschäftigt sich mit der Untersuchung und der mathematischen Beschreibung von Materialien, die aus verschiedenen Stoffen zusammengesetzt sind. Das Ziel ist, durch die geschickte Kombinierung verschiedener Stoffe in passend ausgewählter Geometrie ein Material mit bestimmten gewünschten Eigenschaften zu erzeugen.
Nach Bergman und dem Mathematiker Graeme Milton ist die Bergman-Milton-Theorie (auch: Bergman-Milton-Repräsentation, Bergman-Milton-Formel, Bergman-Milton-Formalismus, Bergman-Milton-Summenregeln, Bergman-Milton-Grenzen, Bergman-Milton-Spektraldarstellung) benannt. Sie besteht in einer Modifizierung der Maxwell-Garnett-Gleichung und der Bruggeman-Formel zur Berechnung von Eigenschaften von zusammengesetzten Materialien. Der Ansatz beruht auf der Beobachtung, dass die makroskopischen Eigenschaften eines zusammengesetzten Materials analytische Funktionen der konstituierenden Eigenschaften sind. Daraus ergeben sich neue Grenzwerte für die makroskopischen Eigenschaften solcher Materialien, bei denen die Mikrostruktur ungeordnet und nicht bekannt ist. Die Pole dieser analytischen Funktionen sind Eigenwerte der Maxwell-Gleichungen.
Bergman forscht über Eigenzustände der Maxwell-Gleichungen und ihre Verbindung zu lokalen elektromagnetischen Feldern, die aus äußeren Feldern oder aus einer gegebenen Verteilung der elektrischen Ladungen oder durch elektrischen Strom in den Materialien entstehen. Er entwickelte neue und effiziente Verfahren zur Berechnung dieser Felder.
Er untersucht die makroskopischen Reaktionen zusammengesetzter thermoelektrischer Medien unter Einfluss eines starken äußeren Magnetfeldes. Diese Untersuchungen zielen auf den Bau von effizienten Wärmepumpen und Stromgeneratoren und auf die Entwicklung neuartiger Magnetfeldsensoren.
Zusammen mit dem Chemiker Edward M. Kosower forscht Bergman zum Infrarot-Absorptionsspektrum von Wasser-Oligomeren, die auf einer dünnen Polyethylenschicht liegen. Kosower hatte überraschende Resonanzeinbrüche in diesem Spektrum entdeckt, die sich in Spitzen verwandelten, wenn die Temperatur erhöht wurde. Die Zusammenarbeit der beiden Wissenschaftler führte zur Erklärung dieser Beobachtungen.

## Veröffentlichungen (Auswahl)
- mit Asaf Farhi: General eigenstates of Maxwell's equations in a two-constituent composite medium In: Plasmonics II : 12–14 October 2016, Beijing, China. ISBN 978-1-5106-0476-6.
- mit Esin Inan (Hrsg.): Continuum Models and Discrete Systems: Proceedings of the NATO ARW, Shoresh, Israel, from 30 June to 4 July 2003. Springer, 2004, ISBN 1-4020-2314-6.
- mit Arthur Mcgurn, A. R. Day, L. C. Davis: Spectral densities of embedded interfaces in composite materials 2004, Physical Review B 70(14), doi:10.1103/PhysRevB.70.144205 (researchgate.net PDF).
- mit Kenneth J. Dunn, G. A. Latorraca: Nuclear Magnetic Resonance: Petrophysical and Logging Applications. Pergamon, Burlington 2002, ISBN 0-08-043880-6.
- mit David Stroud: Physical Properties of Macroscopically Inhomogeneous Media. In: Solid State Physics. Band 46, Academic Press, Elsevier, 1992, S. 147–269, doi:10.1016/S0081-1947(08)60398-7 (ur.booksc.org).
- mit Edgardo Duering, Michael Murat: Discrete network models for the low-field Hall effect near a percolation threshold: Theory and simulations In: Journal of statistical physics. Band 58, 1990, Nr. 1–2, S. 1–43, ISSN 1572-9613.
- Bulk physical properties of composite media In: Les méthodes de l'homogénéisation: théorie et applications en physique. Eyrolles, Paris 1985.
- Dielectric constant of a two-component granular composite: A practical scheme for calculating the pole spectrum In: Phys. Rev. B 19, 1979, S. 2359, doi:10.1103/PhysRevB.19.2359.
- The dielectric constant of a simple cubic array of identical spheres. IOP Publishing Ltd, Journal of Physics. C: Solid State Physics. Band 12, Nr. 22, 1979.
- The dielectric constant of a composite material – a problem in classical physics In: Physics Reports. Band 43, Nr. 9, North-Holland Publishing Company, Amsterdam 1978, OCLC 890422201.
- Third sound in superfluid helium films. In: Physical, acoustics, principles and methods. Band XI. New York / San Francisco / London 1975. In-8, S. 1–68.

## Youtube-Vorträge
- David Bergman: Scattering electromagnetic eigenstates of a two-constituent composite and their exploitation, 2021 MetaMAT’s 24th webinar – 12.01.2021 – Presentation, englisch
- Diskussion zum obigen Vortrag, 2021, englisch
- Vortrag zum Andenken an Yoseph Imry, 2019, hebräisch
- Tag der offenen Tür im Fachbereich Physik, 2008, hebräisch